# Laim und das Hasenherz
Laim und das Hasenherz ist ein deutscher Kriminalfilm von Michael Schneider aus dem Jahr 2022. Es ist der fünfte Filmbeitrag der ZDF-Kriminalfilmreihe Laim mit Max Simonischek in der Titelrolle. Die Erstausstrahlung im Deutschen Fernsehen erfolgte am 29. August 2022 als Montagskrimi im ZDF.

## Handlung
Hauptkommissar Lukas Laim trauert noch sehr um seine verstorbene Mutter Marlene. Sie wollte unbedingt allein die Fenster putzen und war dann aus dem zweiten Stock gestürzt. Nur widerwillig findet er sich auf einer Wahlkampfveranstaltung ein und überreicht dem Minister Kronberger im Auftrag der Verstorbenen einen Spendenscheck. Am nächsten Tag wird ihm und seinem Kollegen Anton Simhandl ein Vermisstenfall anvertraut, den beide zunächst nicht annehmen wollen, da sie nun einmal bei der Mordkommission arbeiten. Die Vermisste ist aber ausgerechnet Karoline, die neunzehnjährige Tochter des Ministers Maximilian Kronberger, sodass Laims Vorgesetzter darauf besteht das ganze ernst zu nehmen. Daraufhin sehen sich die Ermittler in Karolines Wohnung um und Laim entdeckt einen positiven Schwangerschaftstest. Da Kronberger gerade erst in einer Wahlrede erklärt hatte den Paragraphen abzuschaffen, der Schwangerschaftsabbrüche legalisiert, könnte da ein Motiv liegen, warum Karoline verschwunden ist, falls sie vorhatte das Kind nicht zu behalten. Noch am selben Tag erhalten die Ermittler die Information, dass ein totes Mädchen gefunden wurde, auf das Karolines Personenbeschreibung passt. Barbara Kronberger ist jedoch erleichtert, als sie in der Toten nicht ihr „Hasenherz“ erkennt, wie sie immer ihre Tochter nannte.
Kronberger verschweigt der Polizei eine erpresserische E-Mail erhalten zu haben. Eine ähnliche Nachricht erhält der Schönheitschirurg Dr. Hannes Baumann, der am Ende das gefundene Mädchen als seine Tochter Helena identifizieren muss. Die Obduktion ergibt eine Vergiftung mit Kaliumchlorid und nach Aussage der Gerichtsmedizinerin wird diese Substanz mitunter bei Schwangerschaftsabbrüchen eingesetzt, aber Helena war offensichtlich nicht schwanger. Kurz darauf erhält Kronberg eine weitere Mail mit der Aufforderung ein Geständnis abzulegen, sonst „stirbt noch ein Kind.“ Der Ernst das Lage zeigt sich, als sich sein alter Bekannter Alois Schwarz bei ihm meldet und ihm eine SMS zeigt: „Wenn Du nicht zugibst, was Du getan hast wird Dein Kind sterben, genau wie meins.“ Aber Kronberger beschwichtigt ihn und rät ihm ab, zur Polizei zu gehen, sie würden sonst alles verlieren. Als er aber erfährt, dass Baumanns Tochter bereits tot ist, hält ihn nichts mehr. Gemeinsam mit Baumann bringt Kronberger ihn zum Schweigen und wirft ihn ins Wasser.
Inzwischen wird auch Schwarz’ Sohn tot aufgefunden und sein Vater als vermisst gemeldet. Laim ist sicher, dass es da einen Zusammenhang gibt und lässt nach Gemeinsamkeiten zwischen Kronberger, Schwarz und Baumann suchen. Der findet sich in dem Ort Ebersberg, wo alle drei vor fünfundzwanzig Jahren wohnten.
Laim konfrontiert Kronberg mit seinen Vermutungen und erfährt so, dass der jetzige Minister damals ein junges Mädchen geschwängert hätte. Sein Vater hätte sich dann um alles gekümmert. Nun ist Anna Jacobi, das Mädchen von damals, erwachsen und nimmt Rache an den Männern und deren Kindern. Laim kann sie ausfindig machen und rettet Karoline bevor Anna sie auch noch umbringen kann. Jacobi wird anschließend festgenommen. Für Kronberger gibt es aber keine Konsequenzen, denn die Vergewaltigung ist als Straftat verjährt und da Schwarz Leiche nicht gefunden wurde, bleibt ihm auch dafür erspart die Verantwortung zu übernehmen.
Laim findet jetzt erst Zeit einen Brief seiner Mutter an ihn zu lesen. Darin informiert sie ihn, dass er eine Schwester hat. Sie hätte ihr Leben lang nicht darüber reden können, aber nun müsse er es erfahren. Sie hätte das Kind 1980 geboren und zur Adoption freigegeben.

## Hintergrund
Die Dreharbeiten zu Laim und das Hasenherz fanden im Zeitraum vom 16. November 2021 bis zum 16. Dezember 2021 in München und näherer sowie weiterer Umgebung statt.

## Rezeption

### Kritik
Weitgehend enttäuscht beurteilte Heike Hupertz in der FAZ Laim und das Hasenherz, den fünften Film der Fernsehreihe. Er führe „alle Klischees vor, die das deutsche Fernsehen zu bieten“ habe, und Drehbuch und Regie seien „an Nuancen und Eigenwilligkeiten doch nicht besonders interessiert“. Hervorzuheben sei allerdings Adina Vetter als Frau des Politikers Kronberger, in deren Mimik und Gestik sich am Schauplatz Pathologie „all die Zwiespältigkeiten und Konflikte von Politikergattinrolle und Mutterfigur“ spiegelten, die der Film ansonsten vermissen lasse.
Oliver Armknecht von film-rezensionen.de meinte: „Die ZDF-Krimireihe um den Münchner Polizisten Lukas Laim gehört nicht gerade zu den produktivsten Beispielen deutscher Fernsehunterhaltung. Mehr als zehn Jahre ist es mittlerweile her, dass diese mit Die Tote ohne Alibi an den Start ging. Erst fünf Jahre später folgte der zweite Teil. Inzwischen ist man zwar ein bisschen mehr dahinter, dass die Reihe auch wirklich ihren Namen verdient und das Publikum sie nicht aufgrund der zu langen Pausen zwischendurch immer wieder vergisst.“ „Insgesamt ist ‚Laim und das Hasenherz‘ aber durchaus passabel. Selbst wenn inhaltlich nur das Nötigste getan wird, tragen die besagten schauspielerischen Leistungen doch enorm zum Sehvergnügen bei. Und auch die grundsätzlich düstere Stimmung, […] zeichnet den Film aus.“
Auf tittelbach.tv urteilte Tilmann P. Gangloff: „Geschickt baut das ohnehin raffiniert konzipierte Drehbuch (Catharina Steiner, Scott Perlman) die Spannung auf mehreren Ebenen auf.“ Das „ist fesselnd und dank der frostigen frühwinterlichen Aufnahmen auch optisch reizvoll (Bildgestaltung: Andreas Zickgraf). Die Musik hebt sich ebenfalls deutlich von anderen Produktionen dieser Art ab.“
Die Frankfurter Rundschau wertete: „Krimis, in denen eine ferne Vergangenheit rachsüchtig ihr welkes Haupt reckt, haben oft einen besonderen Reiz: weil sich die Betroffenen mittlerweile in einer völlig anderen Lebenslage befinden und womöglich viel mehr zu verlieren haben als damals.“

### Einschaltquoten
Bei der Erstausstrahlung von Laim und das Hasenherz am 29. August 2022 verfolgten in Deutschland insgesamt 4,74 Millionen Zuschauer die Filmhandlung. In der als Hauptzielgruppe für Fernsehwerbung deklarierten Altersgruppe von 14–49 Jahren erreichte Laim und das Hasenherz laut AGF Videoforschung 0,41 Millionen Zuschauer und einen Marktanteil von 7,3 Prozent in dieser Altersgruppe.